# Буршайд (комуна)
Буршайд (люксемб. Buurschent, фр. Bourscheid, нім. Burscheid) — комуна Люксембургу. Входить до складу кантону Дикірх в окрузі Дикірх.

## Географія
Площа території комуни становить 36,86 км² (11-е місце за цим показником серед 116 комун Люксембургу).
Висота найвищої точки комуни над рівнем моря складає 513 метрів (21-е місце за цим показником серед комун країни), найнижчої — 207 метрів (30-е місце).

## Демографія
Станом на 2011 рік на території комуни мешкало 1 359 ос.
Динаміка чисельності населення:

## Адміністративний поділ
До складу комуни входять такі поселення:
| Поселення         | Населення за даними переписів: | Населення за даними переписів: | Населення за даними переписів: | Населення за даними переписів: |
| Поселення         | на 31.03.1981                  | на 01.03.1991                  | на 15.02.2001                  | на 01.06.2021                  |
| ----------------- | ------------------------------ | ------------------------------ | ------------------------------ | ------------------------------ |
| Буршайд           | 244                            | 264                            | 266                            | 466                            |
| Кемен             | 95                             | 102                            | 102                            | 88                             |
| Ліппершайд        | 107                            | 139                            | 181                            | 304                            |
| Міхелау           | 218                            | 257                            | 271                            | 325                            |
| Шліндермандершайд | 122                            | 132                            | 165                            | 144                            |
| Вельшайд          | 138                            | 133                            | 145                            | 204                            |